# ریو ۵۸۲۳
سیارک ۵۸۲۳ (به انگلیسی: 5823 Oryo، نامگذاری:1989YH) پنج هزار و هشتصد و بیست و سومین سیارک کشف شده‌است که در ۲۰ دسامبر ۱۹۸۹ کشف شد.
قدر مطلق سیارک برابر ۱۲٫۸۰ است.